# 제작사
제작사(製作社) 또는 프로덕션 컴퍼니(Production company)는 방송국으로부터의 의뢰로, 프로그램 제작을 하는 회사를 말한다. TV 프로그램 뿐만 아니라 영화, 애니메이션 등을 다루는 회사를 아우르기도 한다. 영화 제작 회사의 자회사에서 출발해 방송사가 대주주가 되어있는 경우가 많다.

## 같이 보기
- 영화 스튜디오 / 텔레비전 스튜디오
- 대한민국의 텔레비전 드라마 제작사 목록
- 할리우드 메이저 5대 영화사